# Амстердамський інтернаціонал профспілок
Амстерда́мський інтернаціона́л профспіло́к (Міжнародна федерація профспілок)  — об'єднання реформістських профспілок, в основному європ. країн, створене 1919. 
В Амстердамський інтернаціонал профспілок був закритий доступ прогресивним профспілкам. 
1923 керівники Амстердамського інтернаціоналу профспілок зірвали переговори з радянськими профспілками про єдність проф. руху. 
1938 Генеральна рада Амстердамського інтернаціоналу профспілок відмовилась затвердити угоду про єдність у боротьбі проти фашизму, досягнуту між делегаціями Амстердамського інтернаціоналу профспілок і ВЦРПС. 
Керівництво А. і. п. намагалося підкорити робітничий рух інтересам монополій. Внаслідок цього напередодні другої світової війни  Амстердамський інтернаціонал профспілок втратив більш ніж половину своїх членів і не мав майже ніякого впливу в робітничому русі. 
Після утворення 1945 Всесвітньої федерації профспілок (ВФП) А. і. п. був розпущений. 
Проте 1949 на противагу ВФП була створена нова організація типу  Амстердамський інтернаціонал профспілок — Міжнародна конфедерація вільних профспілок.